# Reino suevo
El reino suevo o reino suevo de Gallaecia fue fundado por un pueblo germánico conocido como los suevos en el año 409, en la provincia de la Gallaecia del Imperio romano de Occidente. Tras cruzar las Galias, entraron por los Pirineos a la península Ibérica, junto con los vándalos y los alanos, con apoyo del general romano Geroncio, desde Caesarugusta. Fueron el primer pueblo germano en obtener el estatus de foederatidentro de los límites del Imperio Romano Occidental. El conocimiento de su historia está limitado por una escasez de fuentes primarias y con considerables lagunas de información sobre algunos periodos. 

En 585, el reino suevo fue conquistado por el rey visigodo Leovigildo y su territorio se incorporó al Reino visigodo de Toledo. 
«En el lejano oeste hay un estado analfabeto donde no se siente nada salvo los vientos de tormenta». Braulio de Zaragoza, 585. [cita requerida] 
Para historiadores como Xoán Bernárdez Vilar, la historia de la Gallaecia sueva, en el noroeste de la península, se ha abordado sólo marginalmente por la historiografía española. [cita requerida]

## Asentamiento e integración
A su llegada, se estima que formaban un reducido contingente de unos 30 000 individuos, de los cuales, solo unos 8 000 eran aptos para el combate. Se asentaron entre los ríos Duero y Miño, en la zona de influencia de Bracara Augusta (Braga), Portus Cale (Oporto), Lucus Augusti (Lugo) y Asturica Augusta (Astorga). Otro grupo, ocupó la región entre los ríos Cávado y Homem, en la zona conocida como Terras de Bouro (tierra de Buri).La ciudad de Braga se convirtió en su capital, siendo la única zona de asentamiento y control permanente durante toda la existencia del reino suevo.
Actualmente, en Galicia existen algunas poblaciones llamadas Suevos en el municipio de La Coruña, como la parroquia de San Mamede de Suevos.

## Primera etapa

### Nacimiento del reino (411-438)

El reino suevo (verde claro) en un mapa de Hispania.

Según relata Hidacio, dos años después de su entrada en la península ibérica en 409, suevos, vándalos y alanos llegaron al acuerdo de poner fin al saqueo y al pillaje al que habían sometido hasta entonces a las provincias romanas de Hispania y se asentaron de forma estable en ellas. Así a los alanos les correspondió la Lusitania y la Cartaginense; a los vándalos silingos, la Bética; a los vándalos asdingos, el interior de la Galecia —región de Lugo y Astorga— y a los suevos la Galecia lindante con el océano. En total sumarían unas 200 000 personas, contando mujeres y niños, frente a unos cinco millones de hispanorromanos.
Para intentar recuperar estos territorios, el Imperio romano de Occidente firmó un foedus con el rey visigodo Walia, quien penetró con su ejército en la península ibérica con la autoridad que le había conferido el emperador y en los años 416 y 418 recuperó de manos de alanos y vándalos silingos las provincias más ricas y romanizadas de Hispania: Bética, Lusitania, Tarraconense y Cartaginense.
En 419 en la Gallaecia surgió un conflicto entre los suevos y los vándalos asdingos motivado probablemente por la pobreza de las tierras que les habían correspondido a estos últimos —cuyo número se había incrementado con la incorporación de grupos dispersos de vándalos silingos y alanos derrotados por los visigodos—. Así los suevos se vieron cercados en los montes Nerbasios —de localización desconocida— y solamente los salvó de ser completamente aniquilados la intervención de un ejército imperial al mando del comes Hispaniarum Asterio. Como ha señalado Luis A. Gómez Moreno, «sin duda el gobierno imperial estaba interesado en impedir una supremacía de la agrupación popular entonces más poderosa, los asdingos» y «el número mucho menor de los suevos representaba un peligro de momento secundario». Los vándalos asdingos, con su rey Gunderico al frente, levantaron el asedio y se dirigieron al sur, aunque antes mataron a cierto número de suevos en Braga —en el 429, tras saquear la Bética, pasaron al norte de África—.

### Expansión bajo Requila y Requiario (438-456)

La península ibérica en el 455, momento de máxima expansión del reino suevo.

Tras el abandono de Hispania por los vándalos, los suevos intentaron extender su influencia fuera de la Gallaecia, sobre las otras provincias de Hispania, más ricas y urbanas. Sin embargo sus acciones se limitaron al saqueo y al pillaje y no lograron consolidar el dominio de ningún territorio fuera de la Gallaecia, e incluso dentro de ella muchas zonas escapaban a su control, que se circunscribía a la mitad suroccidental de la provincia. Esto era debido fundamentalmente a su escaso número en relación con la población total. Se estima que los suevos no sobrepasarían las veinticinco mil personas, mientras que la población hispanorromana de la Gallaecia rondaría las setecientas mil almas. «Para estos años Hidacio nos señala minuciosamente las continuas escaramuzas entre los suevos y la población provincial, en una relación interminable de saqueos y acuerdos de paz que se rompían con facilidad». El propio obispo Hidacio negoció en 433 con el rey suevo Hermerico un acuerdo para alcanzar la paz, pero ésta no se lograría plenamente hasta cinco años después con el acuerdo suscrito por el rey con la aristocracia galaica.
Con el rey Requila (lat. Rechila) el reino suevo alcanzó su mayor expansión. En 438 encabezó una campaña contra la Bética, donde derrotó a orillas del río Genil a un ejército organizado por la aristocracia local y comandado por un tal Andevoto. En los dos años siguientes ocupó Augusta Emerita (Mérida), capital de la Lusitania, y Mértola (Myrtilis) y en el 441 logró entrar en Sevilla, la capital de la Bética. «Esta última conquista debió permitirle extender su influencia incluso por la Cartaginense. En esos momentos, principios de la década de los cuarenta, tan solo la Tarraconense se mantenía bajo el estrecho control imperial, muy posiblemente con la ayuda de tropas de foederati visigodos».
En 446 un ejército de «federados» visigodos al mando de un magister utriusque militiae llamado Vito fue derrotado por los suevos cuando intentaba recuperar la Bética para el Imperio. Dos años después moría Requila al que le sucedió su hijo Requiario (lat. Rechiarius). Este intentó en primer lugar fortalecer el reino suevo para lo que intentó un acercamiento al reino visigodo de Tolosa de Teodorico I casándose con una princesa visigoda. A su vuelta de la corte visigoda apoyó una nueva revuelta bagauda que había estallado en la Tarraconense, sumándose al saqueo y al pillaje. La revuelta bagauda fue finalmente reprimida por el un ejército visigodo al mando de Federico, hermano del rey Teodorico II. En cuanto a los suevos firmaron en 453 un acuerdo con un representante del Imperio, el comes Hispaniarum Mansueto, para poner fin a sus incursiones en la Tarraconense.

### Supremacía visigoda (456-469)

Cronología de los reyes suevos.

En 456, tras la muerte del emperador Valentiniano III y el acceso al trono imperial del galorromano Avito, el rey visigodo Teodorico II inició una gran campaña militar para extender el reino visigodo de Tolosa hacia Hispania lo que llevaría a enfrentarse al creciente poder del reino suevo. Por su parte Requiario había reiniciado los saqueos por la Cartaginense y la Tarraconense dando por roto el pacto de 453 a causa de la muerte del emperador, y haciendo caso omiso de las protestas presentadas por sendas embajadas de Avito y de Teodorico II. Así el 6 de octubre de 456 tuvo lugar una gran batalla a orillas del río Órbigo entre el ejército visigodo comandado por el propio Teodorico II, representando la autoridad que le había conferido el emperador, y el ejército suevo. El resultado de la batalla del río Órbigo fue una gran derrota para los suevos, que vieron como a continuación su capital Braga era ocupada por los visigodos y su rey Requiario era apresado y ejecutado en Oporto. En su lugar Teodorico II nombró un gobernador de nombre Agiulfo y a continuación se dirigió a Mérida, donde conoció la muerte del emperador Avito. Teodorico II volvió precipitadamente a la Galia, pero dejó un ejército en Hispania que saqueó diversas localidades de la Meseta superior como Astorga, Palencia y el castrum de Coyanza (Valencia de Don Juan) y se apoderó de ellas.
En 457 Agiulfo, el gobernador nombrado por Teodorico II, se rebeló contra este, pero fue derrotado y muerto. En este contexto se produjo un rebrote de la resistencia sueva formándose varios grupos cuyos líderes se enfrentaron entre sí por la jefatura del antiguo reino: primero, Maldras y Framtán, y luego Requimundo y Frumario —Requimundo, cuya base de dominio se situaba en la zona occidental de la Galecia, defendía una política de amistad con el poder visigodo y con el Imperio, mientras que Frumario, cuyos apoyos se encontraban en la Gallaecia meridional e interior, era contrario a cualquier acuerdo—. Teodorico II reaccionó enviando a la Gallaecia un ejército mandado por un comes visigodo, Sunierico, y el magister militum del nuevo emperador Mayoriano, Nepociano, que atacó Lugo, y se apoderó en el 460 de Santarem en la Lusitania. Cuatro años después moría Frumario, por lo que el reino suevo quedó bajo la autoridad de un único rex, Requimundo, que fue reconocido por el rey visigodo. A partir de entonces Teodorico II mantuvo una especie de supremacía sobre el nuevo reino suevo unificado cuya consecuencia principal fue la conversión del rey Requimundo al cristianismo arriano y la de otros muchos suevos.
Requimundo intentó acabar con la tutela visigoda y para ello inició un acercamiento con la aristocracia galaica y del norte de Lusitania, que dio como resultado la entrada pacífica del rey suevo en Lisboa en 468, plaza que le fue entregada por la nobleza de la ciudad dirigida por un tal Lusidio, y ello a pesar de que en la primavera de ese mismo año los suevos habían saqueado Conimbriga. Hidacio recoge este cambio de actitud de la antigua aristocracia senatorial romana respecto de los suevos —debida a la eficacia cada vez menor del poder imperial para defender sus intereses—, pero desgraciadamente su Chronica se interrumpe en el año 469 y no volveremos a tener noticias del reino de los suevos hasta la segunda mitad del siglo siguiente.

## Período oscuro (469-550)

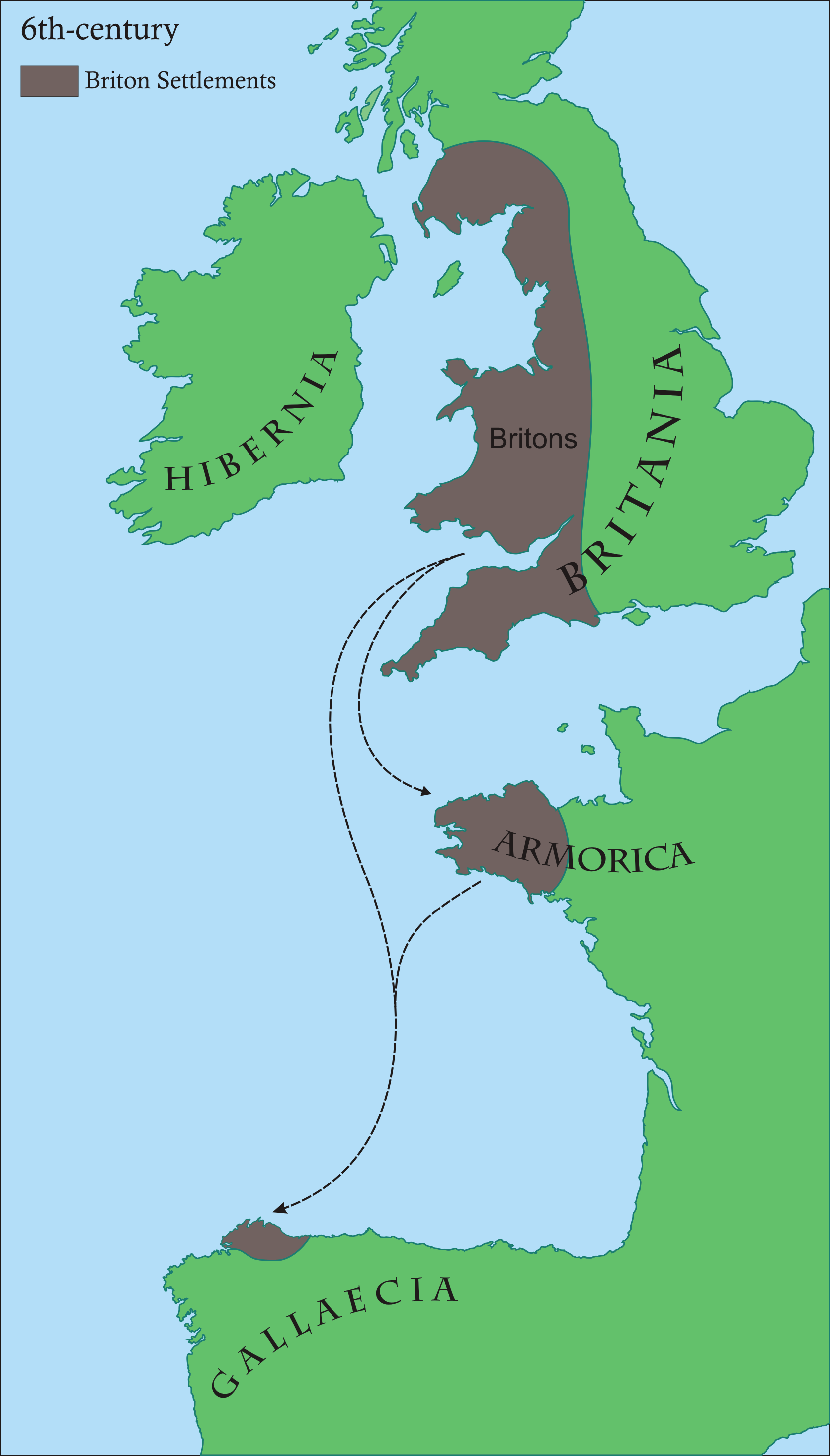
Áreas con culturas de origen britónico en el siglo VI. El mar era el medio de comunicación entre las diferentes comunidades.

Entre 469 y 550 hay una laguna histórica debido a la ausencia de fuentes y tan solo conocemos el nombre del rey Teodemundo. Así pues sobre este periodo solo caben las hipótesis. La más extendida entre los historiadores es que durante estos ochenta años, de los que carecemos de noticias, el reino suevo se consolidó en el noroeste de la península como entidad independiente y en su seno se produjo la paulatina integración de la población germánica con la galaicorromana. Esto último estaría corroborado por el único documento anterior al 550 que nos ha llegado sobre el reino suevo. Se trata de una carta enviada por el papa Vigilio al metropolitano de Braga, Profuturo, en 538, en la que se observa la plena libertad de la que gozaba la Iglesia católica, que era la de los galaicorromanos, en un reino confesionalmente arriano: «su jerarquía episcopal puede comunicar libremente con el exterior, edificar iglesias, tratar de parar la conversión al arrianismo de antiguos católicos, así como hacer proselitismo de su credo», afirma Luis A. Gómez Moreno. Este mismo historiador señala que la «integración entre ambos sectores dirigentes del país (suevos y aristocracia galaicorromana) pudo desarrollarse, a lo que parece, en un clima esencial de paz exterior. El aislamiento geográfico de las tierras centrales del reino suevo, y su relativa pobreza, constituían ya una inmejorable base de sustentación para dicha paz exterior, que ahora, además, se veía favorecida —desde finales del siglo V— por la creciente debilidad de su gran rival en la Península: el reino visigodo».
Por otro lado, a finales del siglo V y principios del VI, contingentes de población celta procedentes de Gran Bretaña y huyendo de las invasiones anglosajonas se instalan en la costa lucense, aproximadamente entre el río Eo y la ría de Ferrol. Esta población se organizó en torno a una diócesis propia con sede en Britonia, lugar que los expertos identifican habitualmente con la actual parroquia de Santa María de Bretoña, ubicada en el municipio lucense de Pastoriza. Su relación con los asuntos del reino queda atestiguada por la participación de su obispo Mailoc en el Primer concilio de Braga de 561 y en el Segundo concilio de Braga de 572.

## Etapa final (550-585)
A partir del año 550 el reino suevo «reaparece» en las fuentes, concretamente en las crónicas del franco Gregorio de Tours y del visigodo católico Juan de Biclara —de los que posteriormente tomará sus datos Isidoro de Sevilla—, pero la información que aportan solo se refiere a los acontecimientos del reino que afecten a la Galia merovingia y al reino visigodo. Una información más amplia, aunque restringida al campo eclesiástico, nos la proporcionan las actas del Primer concilio de Braga de 561 y del Segundo concilio de Braga de 572 y los escritos de Martín Dumiense.

### Conversión al catolicismo

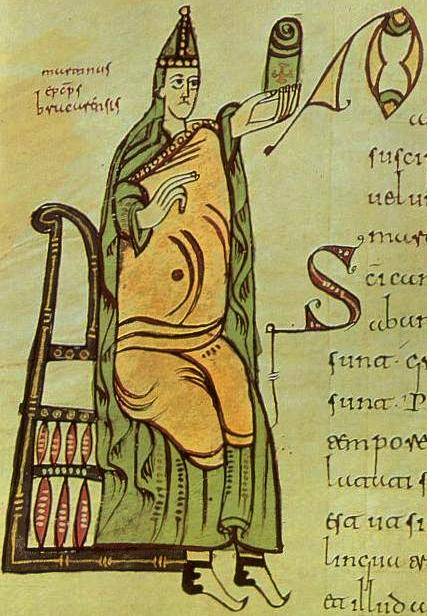
Imagen de San Martín de Braga. Codex Vigilanus o Albeldensis, Biblioteca de El Escorial.

El paso definitivo para la integración entre los suevos y la aristocracia galaicorromana, lo que suponía además la plena consolidación de la monarquía sueva, fue la conversión al catolicismo del rey y su corte. El problema es que las fuentes discrepan sobre cuándo se produjo el hecho. Según Gregorio de Tours la conversión fue obra del rey Chariarico y tuvo lugar alrededor del año 550, pero según Isidoro de Sevilla fue el rey Teodomiro y la data en 570. Sin embargo, ambas versiones coinciden en lo fundamental: en el protagonismo que tuvo en este hecho Martín de Braga, un eclesiástico de la Panonia que fue abad de Dumio y obispo de Braga.
La historiografía actual se inclina a favor de la versión de Gregorio de Tours. Sitúa la llegada de Martín de Braga a la Gallaecia en el reinado de Chariarico (550-558/559) y relaciona su conversión al catolicismo con la creciente influencia en el reino suevo de los francos merovingios y de los bizantinos, enemigos de los visigodos. Por ello destacan que, antes de ir a Galicia, Martín de Braga había estado en el Oriente bizantino y que su llegada al reino suevo coincide con el desembarco de los bizantinos en el sur de la península, donde fundarán la provincia de Spania. Por otro lado, la influencia merovingia —que habría llegado a la Galecia por la vía comercial marítima que unía la zona de Burdeos con las costas del noroeste de la península— se manifestaría en la muy extendida veneración que existía entre los católicos galaicorromanos por San Martín de Tours, quien según Gregorio de Tours tuvo un papel destacado en la conversión sueva al catolicismo.

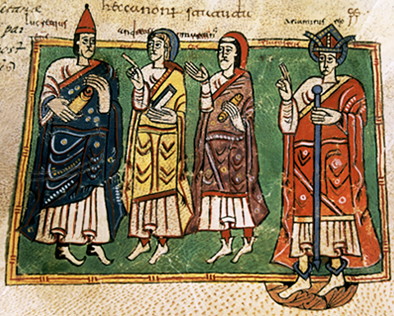
Miniatura medieval del primer concilio de Braga que muestra al rey suevo Ariamiro (derecha) con los obispos Lucrecio, Andrés y Martin de Dumio. Siglo X Codex Vigilanus.

La actividad de Martín de Braga, apoyada por el rey, se centró en la cristianización de los sectores rurales, muy influidos por las creencias paganas y por la herejía priscilianista —como se deduce de su tratado pastoral De correctione rusticorum—, y en la reorganización de la Iglesia del reino para convertirla en una auténtica Iglesia «nacional». Así, bajo la supervisión de Martín, que ya ocupaba la sede metropolitana de Braga, fue transformada la organización eclesiástica tradicional heredada del Bajo Imperio romano con la división del reino en 13 diócesis —algunas de ellas nuevas—, a su vez agrupadas en dos grandes distritos o «provincias eclesiásticas»: una meridional, cuya sede metropolitana sería Braga, y otra septentrional, con Lugo como nueva sede metropolitana. Esta división, según Luis A. García Moreno, se adaptaba a «la realidad territorial y política del reino suevo de entonces. En efecto, en dicho reino las zonas septentrionales —correspondientes en líneas generales al antiguo conventus Lucensis— presentaban con relación a las meridionales un evidente arcaísmo en sus estructuras socioeconómicas: práctica inexistencia de núcleos urbanos de importancia, con la excepción de Lugo; existencia de distritos con restos de estructuras de tipo tribal y cuya organización eclesiástica se estructuraba en torno a monasterios episcopales de tradición céltica, etcétera». Los trece obispados de la reorganizada Iglesia católica sueva fueron los siguientes: Britonia; Lucus Augusti; Laniobrense; Iria Flavia; Tudae; Auriensis; Asturica Augusta; Dumiun; Portucale; Lamecum; Viseum; Conimbriga; Egitania.
En la consecución de los objetivos de Martín de Braga fueron fundamentales el Primer concilio de Braga y el Segundo concilio de Braga, celebrados en mayo de 561 y en junio de 572, respectivamente. En el primero —convocado bajo los auspicios del rey Ariamiro (558/559-561), sucesor de Chariarico— se trataron la cuestión priscilianista y los problemas internos de la Iglesia. En el segundo —convocado durante el reinado del rey Miro (570-583), hijo de Tedomiro (561-570), sucesor a su vez de Ariamiro— se completó la creación de la Iglesia nacional sueva al dotarla de su propio derecho canónico, tomado de los principales concilios de la Iglesia griega.

### Conquista visigoda
El rey visigodo Leovigildo desarrolló una ambiciosa política de restauración de la autoridad de la monarquía visigoda sobre Hispania. Entre el 573 y el 576 se ocupó del noroeste del reino, fronterizo con el reino de los suevos. Así en 573 sometió la Sabaria, un territorio del que se desconoce su localización exacta, y al año siguiente tomó la ciudad de Amaya, y con ella toda la provincia de Cantabria quedó sometida. En 575 se apoderó de la región de Orense haciendo prisionero a Aspidius, señor local (loci senior) de aquel territorio. De esta forma recuperó la enorme franja de terreno de la parte visigoda de la frontera con el reino suevo, formada por Orense, Asturias y Cantabria, y que en la práctica eran independientes. En 576 penetró en el reino suevo, pero llegó a firmar la paz con el rey Miro.

El Regnum Visigothorum hacia 560.

En 580 se inició en el reino visigodo la rebelión de Hermenegildo, hijo primogénito de Leovigildo que se había convertido al catolicismo. Dos años después Leovigildo inició la ofensiva para recuperar la Lusitania y la Bética que estaban en poder de los sublevados. En seguida tomó Mérida, la capital de la Lusitania, y en el 583 sitió Sevilla, la capital de la Bética donde vivían Hermenegildo y su esposa franca. En ayuda de éstos acudió un ejército suevo al mando del rey Miro, pero Leovigildo lo cercó y le obligó a jurarle fidelidad, permitiéndole retirarse a Galicia, donde murió poco después, según el cronista franco Gregorio de Tours, aunque el cronista godo Juan de Biclaro sitúa su muerte en Sevilla.
Tras la muerte del rey Miro en 583, le sucedió su hijo Eborico. Pero la derrota ante los visigodos, que quebrantó la fortaleza militar del reino suevo, y el malestar creado entre la aristocracia del reino por la renovación por el nuevo rey de la fidelidad a Leovigildo jurada por su padre, pudieron ser las causas de que al año siguiente Eborico fuera destronado por su cuñado Andeca y relegado a un convento. Para fortalecer su posición, Andeca  se casó de inmediato en segundas nupcias con la viuda del rey Miro, Siseguntia. Leovigildo no intervino en seguida porque todavía estaba intentando acabar con la rebelión de Hermenegildo, pero en cuanto consiguió ponerle fin, encabezó un ejército en 585 que penetró en el reino suevo y se apoderó de él. El rey Andeca fue recluido en un monasterio y Leovigildo se hizo con el tesoro real.
Así dejó de existir el reino suevo, que quedó convertido en una provincia del reino visigodo de Toledo. Tras la marcha de Leovigildo, hubo un intento de restauración del reino por parte de un tal Malarico, pero fue derrotado por los ejércitos visigodos. Como consecuencia de la conquista, fueron establecidos obispos arrianos en Viseo, Lugo, Tuy y Oporto, aunque «no parece que Leovigildo llevase a cabo ninguna acción violenta contra la Iglesia católica del antiguo reino suevo: los obispos católicos continuaron en sus sedes, incluso allí donde se establecieron arrianos».

## Controversia
En épocas recientes, es objeto de debate el impacto que tuvieron los suevos sobre la cultura de la actual Galicia. Mientras algunos sectores identifican el periodo suevo como la base de la identidad sociocultural gallega y cristiana; otros sectores denuncian estas posturas como una forma de etnicismo supremacista, carente de rigor histórico, pues dada la escasez de fuentes, la ausencia de evidencias arqueológicas, lo reducido de su ola migratoria y lo breve y distante de su periodo comprobable de influencia, señalan que se trata de una mitologización a partir del llamado Rexurdimento de la cultura gallega, en el s. XIX.